# Grote Moskee van Khartoem
De Grote Moskee van Khartoem is de vrijdagmoskee in de Soedanese hoofdstad Khartoem.
De moskee ligt in Suq al-Arabi, het zakencentrum en de marktwijk van de stad. Ze werd tussen 1900 en 1901 onder Anglo-Egyptisch bewind gebouwd en biedt plaats aan maximaal 10.000 mensen. Het vierkante gebouw, dat van buitenaf gesloten lijkt, heeft een vloeroppervlak van 2000 vierkante meter en is verdeeld in een gebedsruimte en een binnenplaats omringd door een colonnade. De twee minaretten bevinden zich aan de zuidwestkant, tegenover de mihrabmuur. De minaretten zijn naar Egyptisch model in drie secties verdeeld: een vierkante doorsnede wordt gevolgd door een achthoek en een cirkelvorm in de bovenste helft. De uitstekende balkons zijn door muqarnas (stalactieten) in de vorm van de schacht geïntegreerd en statisch vastgezet.
Vrouwen hebben geen toegang. Binnen het omheinde moskeegebied werd voor hen een nieuwe laagbouw gebouwd.
De moskee herbergt een instituut voor islamitische studies en wordt goed bezocht vanwege de centrale ligging en religieuze betekenis.